# Bas Eickhout
Bas Eickhout (Groesbeek, 8 oktober 1976) is een Nederlands politicus voor GroenLinks. Hij is sinds 14 juli 2009 lid van het Europees Parlement.

## Levensloop
Eickhout bezocht het Cobbenhagen College in Tilburg, waar hij het vwo volgde. Tussen 1994 en 2000 studeerde hij scheikunde en milieukunde aan de Radboud Universiteit Nijmegen. Hier was hij voorzitter van de studievereniging van het cluster moleculaire wetenschappen V.C.M.W. Sigma en de studentenfractie ONS in de Universitaire Studentenraad. Hij liep tijdens zijn studietijd stage bij de wetenschapswinkel Nijmegen en in de Verenigde Staten.
Vanaf 2000 werkte hij als beleidsonderzoeker duurzame ontwikkeling bij het Rijksinstituut voor Volksgezondheid en Milieu, waarvan later het Milieu- en Natuurplanbureau (in 2008 opgegaan in het Planbureau voor de Leefomgeving) werd afgesplitst. Hier werkte hij aan projecten op het gebied van grensoverschrijdende milieuproblemen zoals de opwarming van de Aarde, energie, landgebruik, landbouw en natuur. Hij schreef onder andere mee aan het rapport van de IPCC. Hij voerde namens het planbureau het woord over de duurzaamheid van biobrandstoffen.
Eickhout werd tijdens zijn studietijd actief bij GroenLinks, waar hij onder andere de Europa-werkgroep van GroenLinks voorzat en meeschreef aan het verkiezingsprogramma voor de Europese verkiezingen van 2004 en 2009. Hij was in 2004 zesde op de lijst van GroenLinks voor de Europese verkiezingen. Ook was hij lid van de commissie-Van Ojik die tussen 2007 en 2008 meewerkte aan het nieuwe beginselprogramma van GroenLinks. Daarnaast was hij namens GroenLinks afgevaardigde bij de Europese Groene Partij.

### Als politicus

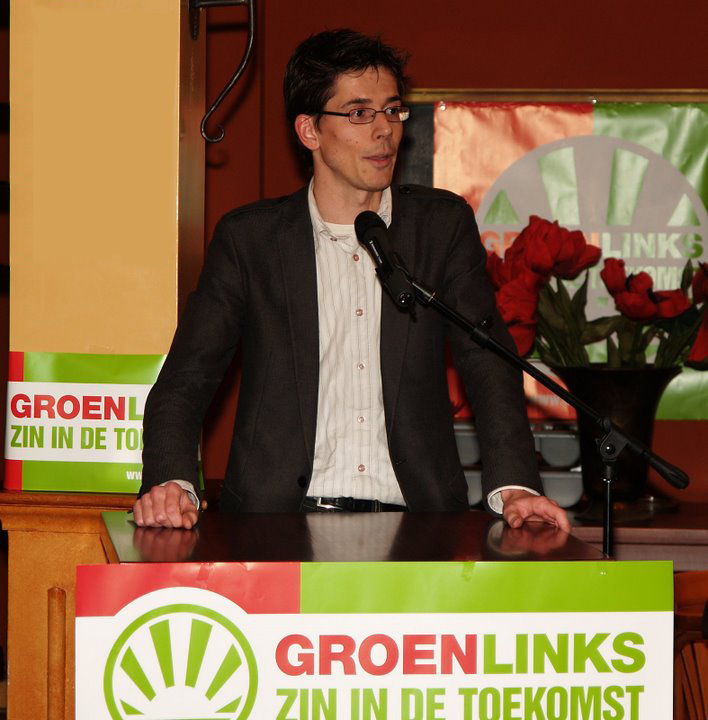
Bas Eickhout begin 2009

Hij was een van vijf kandidaten voor het lijsttrekkerschap voor de Europese lijst van 2009; de andere kandidaten waren senator Tineke Strik, Amsterdams raadslid Judith Sargentini, oud-Europees Parlementslid Alexander de Roo en fractiemedewerker Niels van den Berge. Als kandidaat-lijsttrekker profileerde hij zich met name op milieu, klimaat, energie en landbouw. Hij viel uiteindelijk af in de vierde stemronde, met 25% van de stemmen. Zijn kandidatuur werd ondersteund door onder anderen voormalig Kamerlid Arie van den Brand. Op 7 maart 2009 werd hij door het partijcongres van GroenLinks op de tweede plek op de kandidatenlijst gezet. Zijn kandidatuur werd op het congres gesteund door Van den Brand en Wijnand Duyvendak.
Na de verkiezingen werd Eickhout lid van de commissie Milieu, Volksgezondheid en Voedselveiligheid en plaatsvervanger voor de commissie Landbouw. Sinds 10 januari 2013 is hij delegatieleider van de GroenLinks-fractie in het Europees Parlement, nadat Judith Sargentini om persoonlijke redenen besloot terug te treden.
Na een 5e plek in 2013 zette Trouw hem in 2014 op de nummer 1-plek in de Duurzame 100 omdat hij een onvermoeibaar vechter is voor een beter, krachtiger en doeltreffender klimaatbeleid.
Eickhout is penningmeester en vicefractievoorzitter van de Europese Groene Partij in het Europees Parlement. Hij was als rapporteur in het Europees Parlement verantwoordelijk voor het uitfaseren van schadelijke F-gassen.